# Трубопровідна арматура

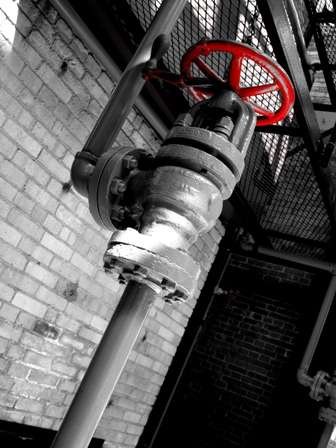
Кутовий запірний клапан

Трубопрові́дна армату́ра — пристрої, що встановлюються на трубопроводах, агрегатах, посудинах під тиском і призначені для керування (вимкнення, розподілу, регулювання, скидання, змішування, розділення) потоками робочих середовищ (рідких, газоподібних, сипучих, суспензій тощо) шляхом зміни площі прохідного перерізу.

## Конструктивні елементи трубопровідної арматури
ДСТУ 2611-94 дає такі визначення основним конструктивним елементам арматури:
- елемент перекривальний — частина затвора арматури, як правило, рухома та пов'язана з приводом, яка дає змогу у взаємодії із сідлом здійснювати керування потоком робочого середовища шляхом зміни прохідного перерізу;
- елемент регулювальний — частина затвора арматури, як правило, рухома та пов'язана з приводом, яка дозволяє у взаємодії із сідлом здійснювати керування параметрами потоку робочого середовища шляхом зміни прохідного перерізу;
- сильфон — тонкостінна одно- чи багатошарова гофрована трубка або камера;
- сідло — частина затвора арматури, що міститься у корпусі, охоплює потік робочого середовища та дає змогу у взаємодії із перекривальним (регулювальним) елементом повністю чи частково перекрити потік робочого середовища крізь арматуру або забезпечити потрібну характеристику потоку;
- шпиндель — деталь арматури, яка здійснює передачу зусилля та руху від привода обертової дії до перекривального (регулювального) елемента за допомогою сполученої із нею різьбової деталі;
- шток — деталь арматури, що здійснює передавання зусилля та руху від привода поступальної дії до перекривального (регулювального) елемента;
- привод арматури — пристрій для переміщення перекривального (регулювального) елемента, а також для створення у разі необхідності зусилля, що забезпечує потрібну герметичність затвора. Залежно від виду споживаної енергії привод може бути ручним, електричним (із використанням електродвигуна), електромагнітним (із використанням електромагніта), гідравлічним і пневматичним.

## Види арматури

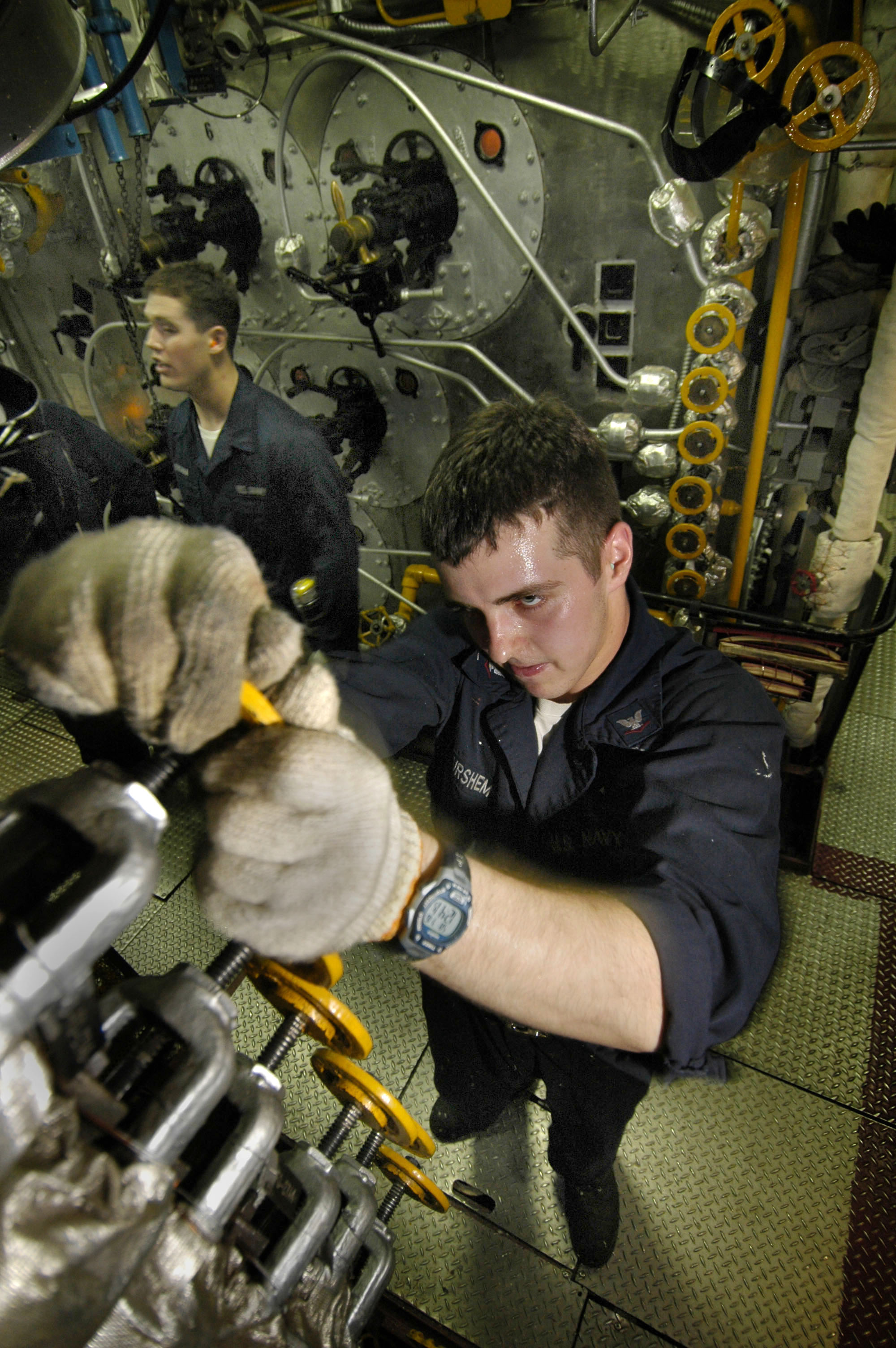
Запірна арматура на авіаносці USS Kitty Hawk

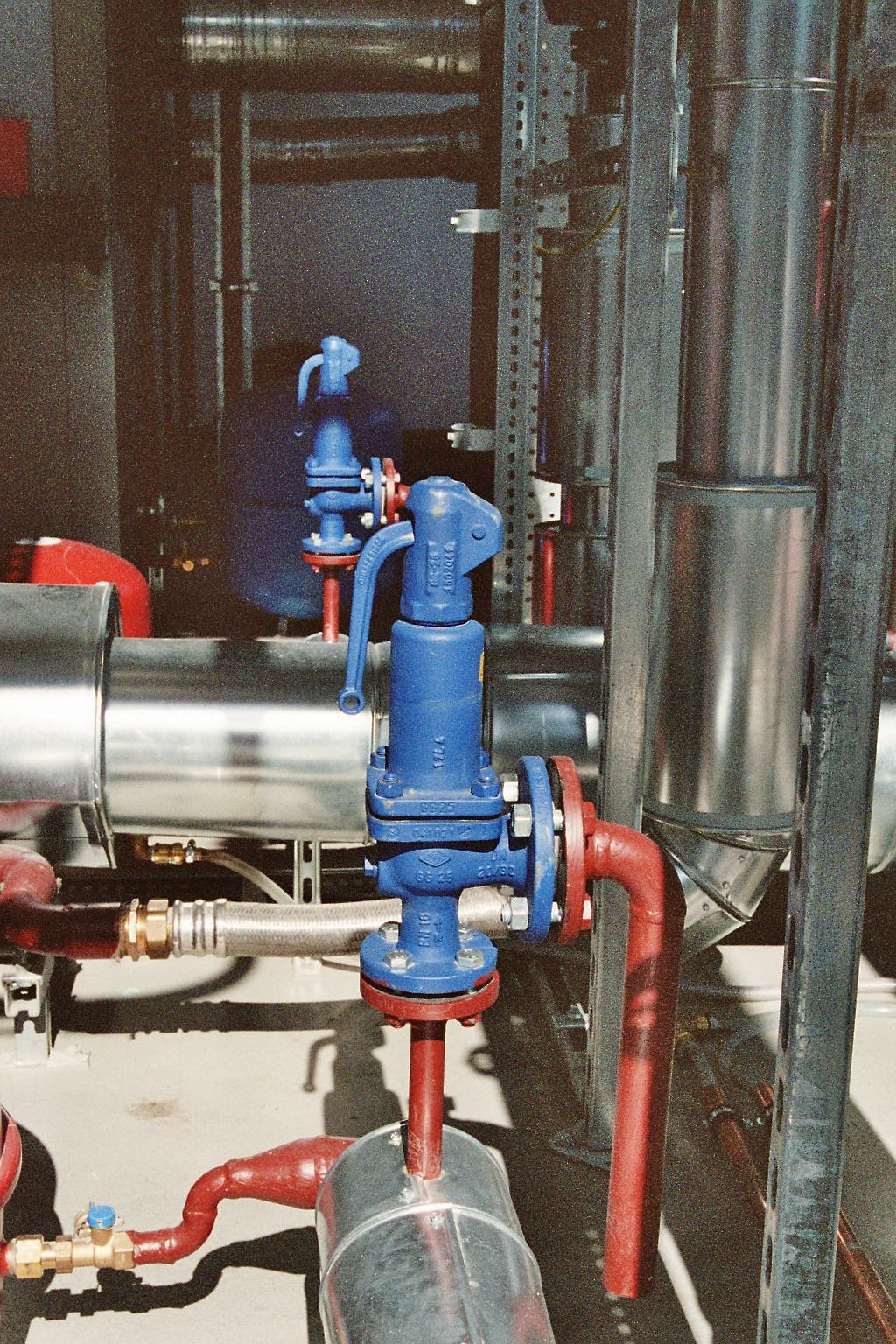
Запобіжний клапан

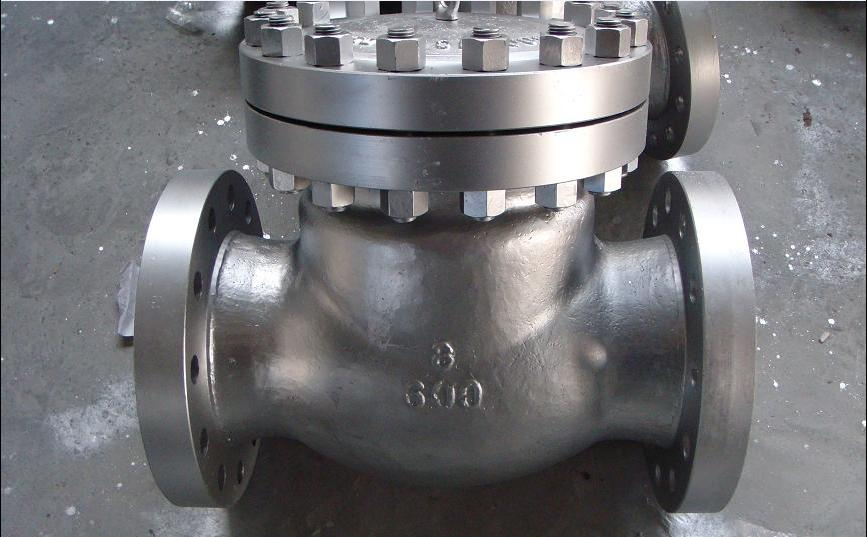
Зворотний клапан

### За функціональним призначенням
- Перекривна (запірна) арматура — арматура для перекривання потоку робочого середовища[1]. У тому числі:
  - спускна (дренажна) арматура — перекривна арматура, що призначена для скидання робочого середовища з місткостей (резервуарів), систем трубопроводів;
  - контрольна арматура — арматура для керування надходженням робочого середовища у контрольно-вимірювальну апаратуру та прилади.
- Регулювальна арматура — арматура для регулювання параметрів робочого середовища шляхом змінювання прохідного перетину[1]. У тому числі:
  - редукційна (дросельна) арматура — арматура, що призначена для зниження (редукування) робочого тиску у системі шляхом збільшення гідравлічного опору протічної частини;
  - запірно-регулювальна арматура — арматура, що суміщає функції перекривної і регулювальної арматури.
- Захисна (відмикальна, відсічна) арматура — арматура для автоматичного захисту системи від недопустимих змінювань параметрів чи напрямку потоку робочого середовища та припинення потоку[1]. У тому числі:
  - зворотна арматура — арматура, що призначена для автоматичного запобігання зворотному потоку робочого середовища;
  - швидкісна арматура — призначена для автоматичного запобігання перевищенню швидкості потоку робочого середовища.
- Запобіжна арматура — арматура для автоматичного захисту системи від підвищення тиску за межу робочого шляхом скидання надлишку робочого середовища, а також для припинення скидання в разі відновлення робочого тиску[1].
- Розподілювально-змішувальна арматура — арматура для розподілення потоку робочого середовища у визначених напрямках або для змішування потоків[1].
- Фазорозділювальна арматура — арматура для автоматичного розділювання робочих середовищ, що перебувають у різних фазових станах[1]. У тому числі:
  - конденсатовідвідник — арматура, що видаляє конденсат пари та не пропускає або обмежено не пропускає саму пару.

### За особливостями перекривального (регулювального) елемента
За напрямком руху перекривального (регулювального) елемента, його формою та способом керування у ДСТУ 2611-94 введено такі види трубопровідної арматури:

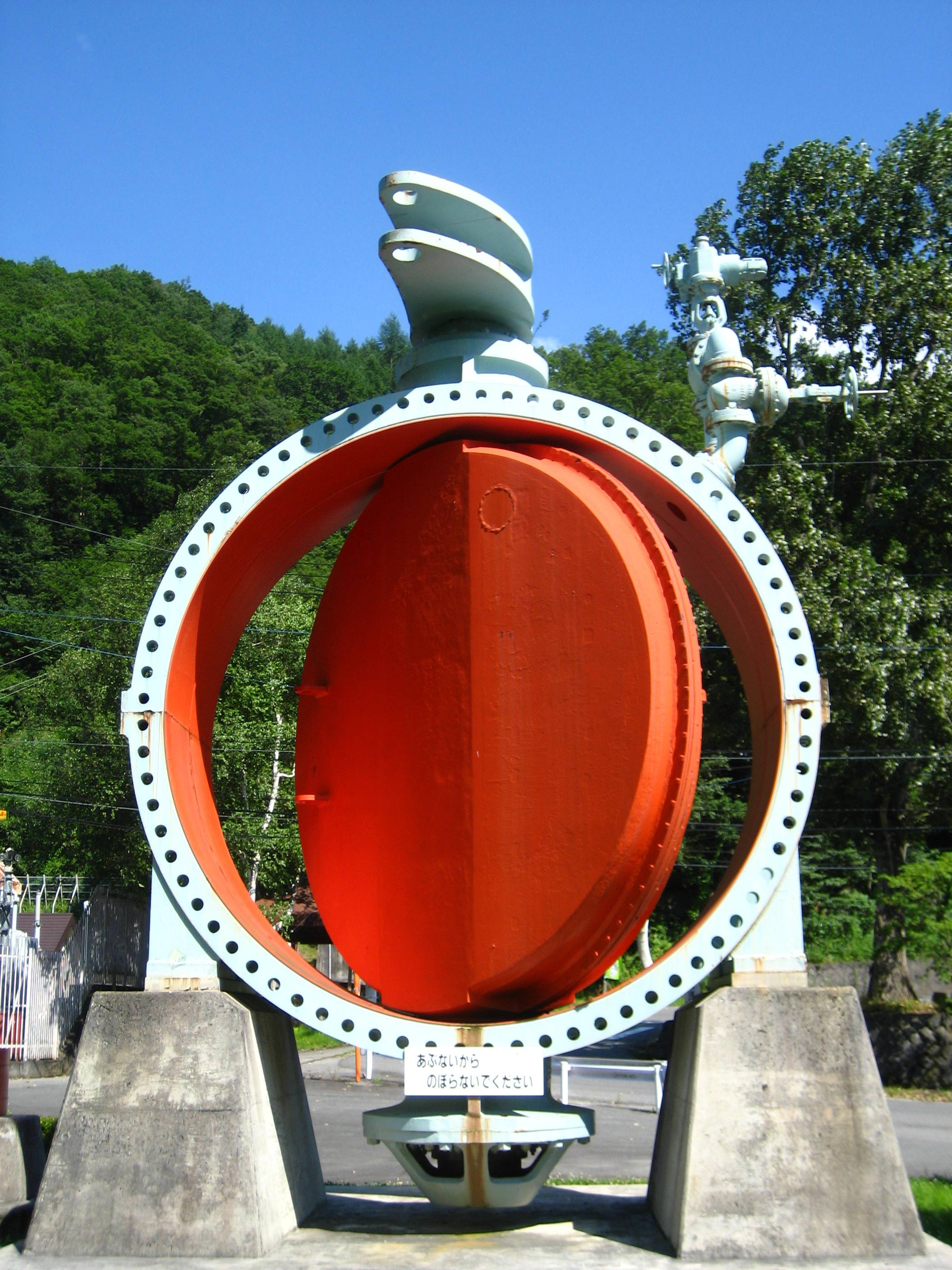
Дисковий затвор

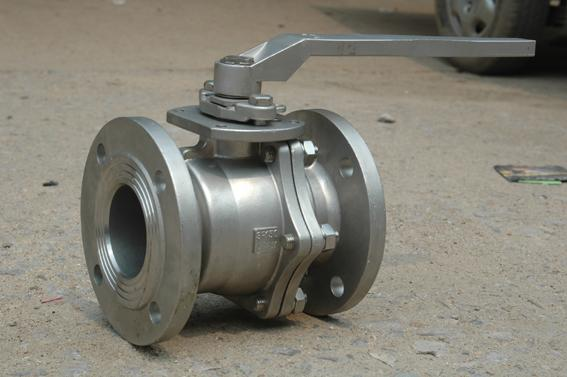
Сферичний кран з ручним приводом і фланцевим способом монтажу

- засувка (засув) — вид арматури, в якій перекривальний (регулювальний) елемент переміщується впоперек до осі потоку робочого середовища, що проходить через прохідний переріз. За взаємним розташуванням поверхонь ущільнення поділяється на:
  - засув клиновий — засув з перекривальним (регулювальним) елементом, ущільнювальні поверхні якого розміщенні під кутом одна до одної;
  - засув паралельний — засув з перекривальним (регулювальним) елементом, ущільнювальні поверхні якого розміщенні паралельно одна до одної;
- затвор — вид арматури, в якій перекривальний (регулювальний) елемент обертається навколо осі, що не є його власною віссю, і який розташований під кутом до напрямку потоку робочого середовища, що проходить через прохідний переріз;
  - затвор дисковий — затвор, перекривальний (регулювальний) елемент якого має форму диска з діаметром, що приблизно дорівнює внутрішньому діаметру трубопроводу;
- клапан — вид арматури, в якій перекривальний (регулювальний) елемент зворотно-поступально переміщується паралельно до осі потоку робочого середовища, що проходить через прохідний переріз;
- кран — вид трубопровідної арматури, в якої перекривальний (регулювальний) елемент, що має форму тіла обертання або частини його з отвором для пропускання потоку робочого середовища, повертається довкола власної осі, довільно розташованій відносно напрямку потоку, що проходить через прохідний переріз. Поворотові перекривального (регулювального) елемента може передувати зворотно-поступальний рух. До цього виду належать:
  - кран конічний — кран, перекривальний (регулювальний) елемент якого має форму конуса;
  - кран сферичний — кран, перекривальний (регулювальний) елемент якого має форму сфери;
  - кран циліндричний — кран, перекривальний (регулювальний) елемент якого має форму циліндра.
- конденсатовідвідник за принципом керування перекривальним елементом буває[1]:
  - термодинамічний — конденсатовідвідник, перекривальний елемент якого управляється аеродинамічним ефектом, що виникає за рахунок різниці термодинамічних властивостей водяної пари та конденсату в процесі проходження робочого середовища крізь затвор;
  - поплавковий — конденсатовідвідник, перекривальний елемент якого управляється за допомогою поплавка за рахунок різниці густини водяної пари та конденсату;
  - термостатичний — конденсатовідвідник, перекривальний елемент якого управляється шляхом зміни розміру термостата за рахунок змінювання тиску усередині останнього, спричиненого різницею температур водяної пари та конденсату в процесі проходження робочого середовища крізь затвор.

### За галуззю використання
- Газова;
- Нафтова;
- Енергетична;
- Хімічна;
- Суднова;

та ін.

### За принципом керування і приведення в дію
- Керована:
  - з ручним приводом;
  - з електро-, пневмо- чи гідромеханічним приводом.
- Що діє автоматично (автономна).

### За конструкцією приєднувальних патрубків
- Фланцева.
- Муфтова.
- Штуцерна.
- Під приварювання.

## Основні параметри трубопровідної арматури

### Конструктивні
До основних конструктивних параметрів трубопровідної арматури належать:
- Номінальний діаметр DN (раніше «умовний прохід» Dу) — параметр, що використовується як характеристика, загальна для всіх компонентів трубопроводу, крім таких, що характеризуються зовнішнім діаметром або діаметром різьби[2]. Номінальний діаметр приблизно дорівнює внутрішньому діаметру трубопроводу в мм. Номінальний діаметр не має розмірності, не підлягає контролю, не використовується при замовленні труб та розрахунках. Позначення номінального діаметра складається з літерного сполучення DN та числа, що вибирається з ряду, наведеного в ГОСТ 28338, яке приблизно дорівнює внутрішньому діаметру трубопроводу в мм[3].
- Конструктивна характеристика — параметр, що встановлює залежність зміни відносного прохідного перерізу арматури від ступеня її відкриття. Переміщення (хід) перекривального (регулювального) елемента арматури прийнято виражати у відносних одиницях

s = S / Smax,
де S — поточне переміщення перекривального (регулювального) елемента, Smax — переміщення перекривального (регулювального) елемента для повного відкриття арматури. Згідно з цим конструктивна характеристика виражається залежністю
Fs / Fmax = f(s),
де Fs і Fmax — площі прохідного перерізу при деякому положенні перекривального (регулювального) елемента s і при повному його відкритті (s = 1), відповідно.
- Довжина будівельна — довжина ділянки трубопроводу, що її заміщує арматура, мм.

### Експлуатаційні
До основних експлуатаційних параметрів відносяться:
- Тиск, а саме:
  - номінальний тиск — літерно-числове позначення, що характеризує надлишковий тиск, за якого забезпечується заданий термін служби арматури та з'єднань трубопроводу за температури робочого середовища 293 К (20 °C)[4]. Позначення номінального тиску складається з літерного сполучення PN та числової частини, що є значенням тиску в кгс/см², на яких проведено розрахунок на міцність арматури та з'єднань трубопроводів за характеристиками міцності вибраних матеріалів, що відповідають температурі 293 К (20 °C)[5];
  - робочий тиск — найбільший надлишковий тиск, за якого забезпечується заданий термін служби арматури та з'єднань трубопроводів за температури робочого середовища, що відрізняється від 293 К (20 °C). Робочий тиск залежно від матеріалу, конструкції та температури робочого середовища вибирають із таблиць «Робочий тиск / Температура робочого середовища», що наведені у відповідних стандартах[4];

Слід зазначити, що до введення у дію ДСТУ 3543-97 відповідно до ГОСТ 356-80 арматура і з'єднувальні частини трубопроводів характеризувалися умовним, випробувальним і робочим тиском. Залежно від умовного тиску арматуру ділили на три основні групи: низького тиску (до 1 МПа); середнього тиску (1…6,4 МПа) і високого тиску (6,4…40 МПа).
- Пропускна спроможність KV — в м³/год рідини з густиною 1000 кг/м³ при перепаді тиску на арматурі у 100 кПа у тому числі:
  - умовна пропускна спроможність KVy — номінальне значення пропускної спроможності при максимальному (умовному) ході затвора, виражене у м³/год.
- Пропускна характеристика (внутрішня або ідеальна) встановлює залежність пропускної спроможності від переміщення перекривального елемента s при постійному перепаді тиску у 100 кПа :

KVs / KVy = f(s).
Трубопровідна регулювальна арматура, що серійно випускається зазвичай має лінійну або рівнопроцентну пропускну характеристику.
При лінійній пропускній характеристиці приріст пропускної спроможності є пропорційним до переміщення перекривального елемента:
dKV / ds = C,
де C — константа.
При рівнопроцентній пропускній характеристиці відношення відносного приросту пропускної спроможності до відносного переміщення перекривального елемента є величина стала:
(dKV /КV)/ds = C.
- Витратна характеристика μ — пропускна характеристика арматури у робочих умовах[7] і є залежністю відносної витрати середовища від ступеня відкриття перекривального елемента:

μ = f(s), 
де μ = Qs/Qmax — витрата середовища при положенні перекривального елемента s, Qmax — витрата середовища при повністю відкритому перекривальному елементі (s = 1).
Крім згаданих вище, до експлуатаційних характеристик також належать:
- Температура експлуатації.
- Вибухобезпечність.
- Герметичність.
- Корозійна стійкість.
- Тип привода.
- Необхідний крутильний момент для керування арматурою.
- Інтервал часу спрацювання та ін.

### Будівельно-монтажні
До основних будівельно-монтажних параметрів відносяться:
- Будівельні (монтажні) довжина і висота.
- Маса.
- Тип і конструктивні розміри приєднання до трубопроводу.

## Галерея трубопровідної арматури

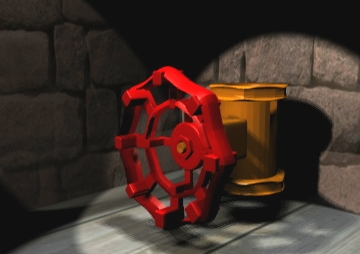
Клапан
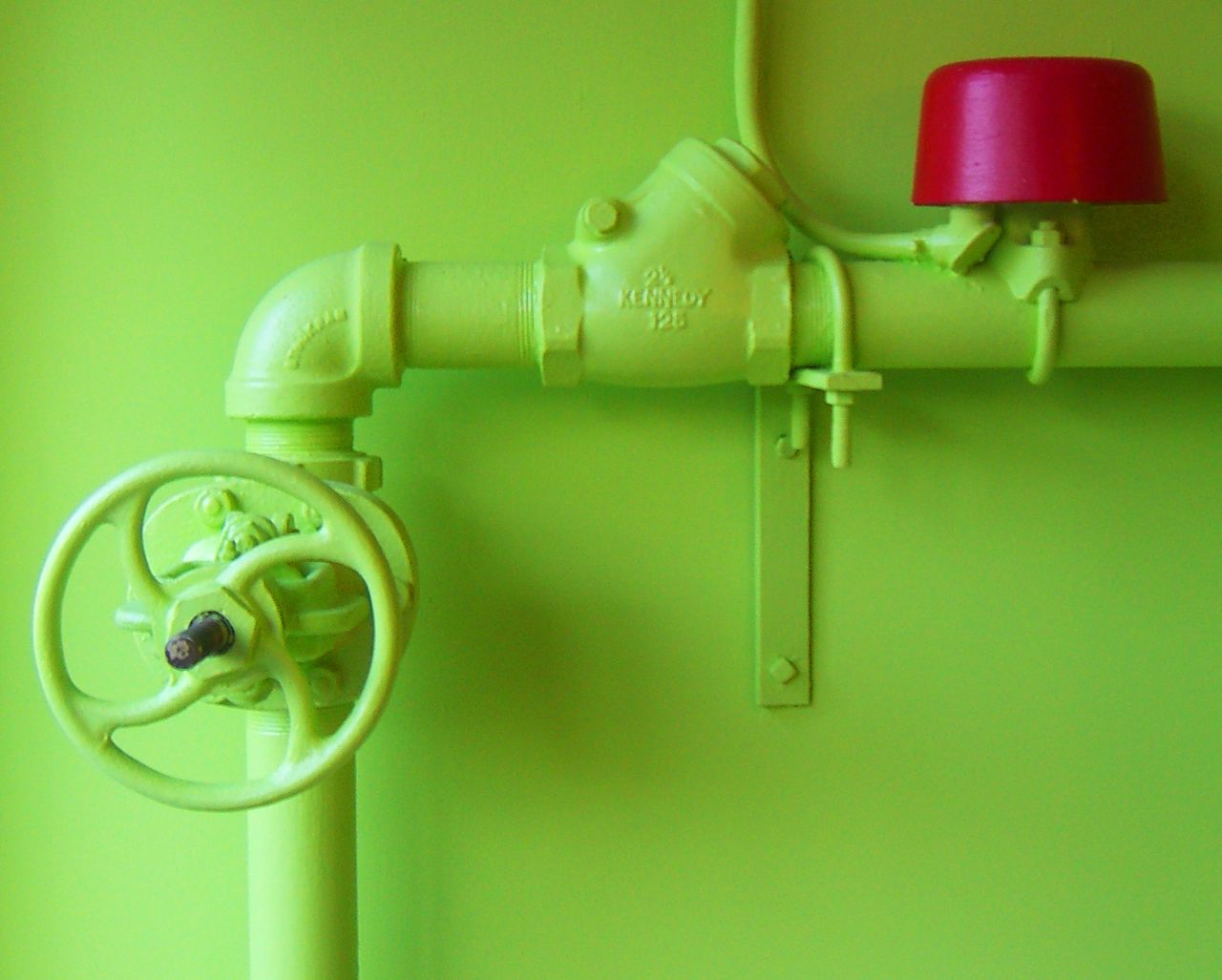
Вентиль з ручним керуванням
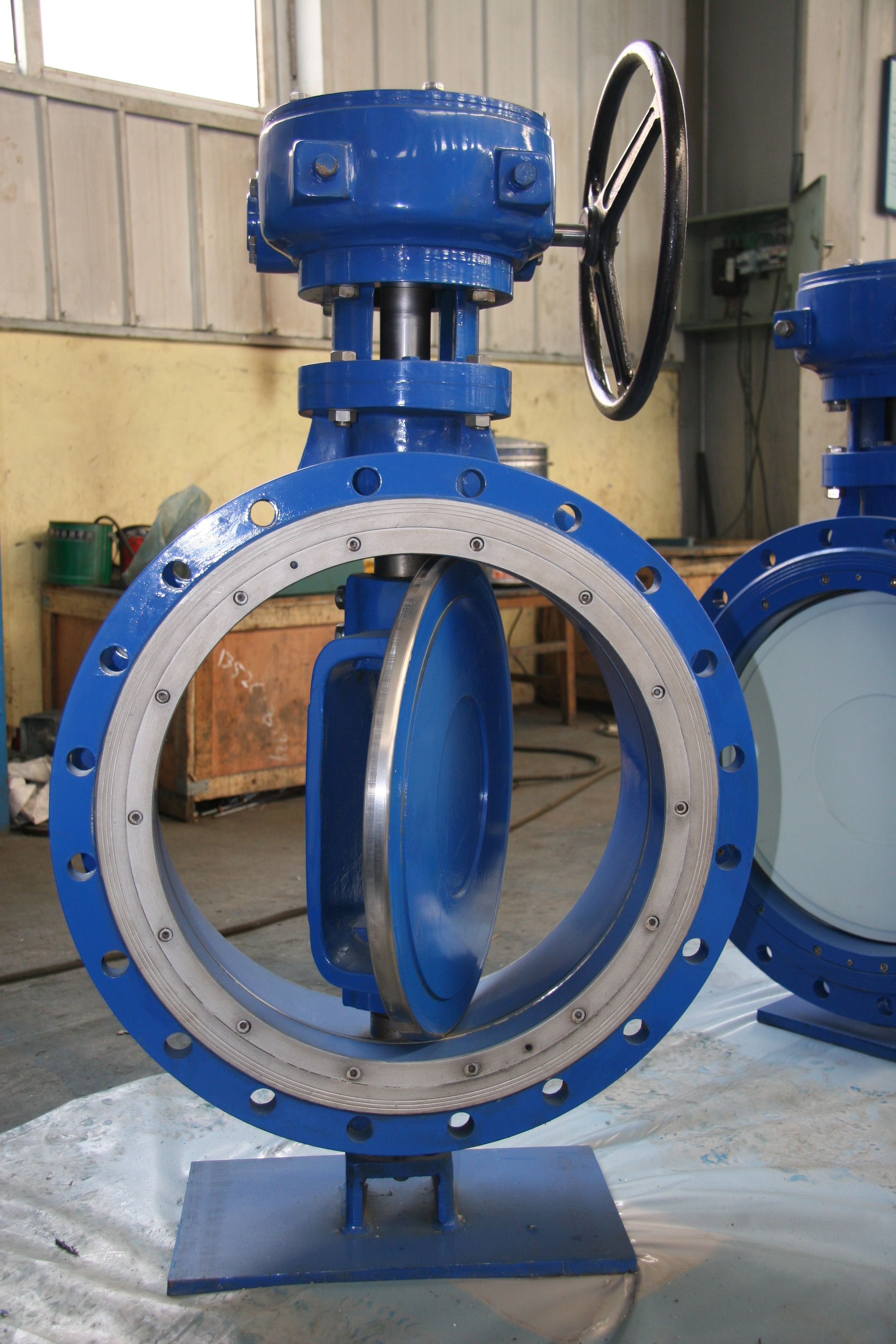
Чавунний клапан із заслінкою
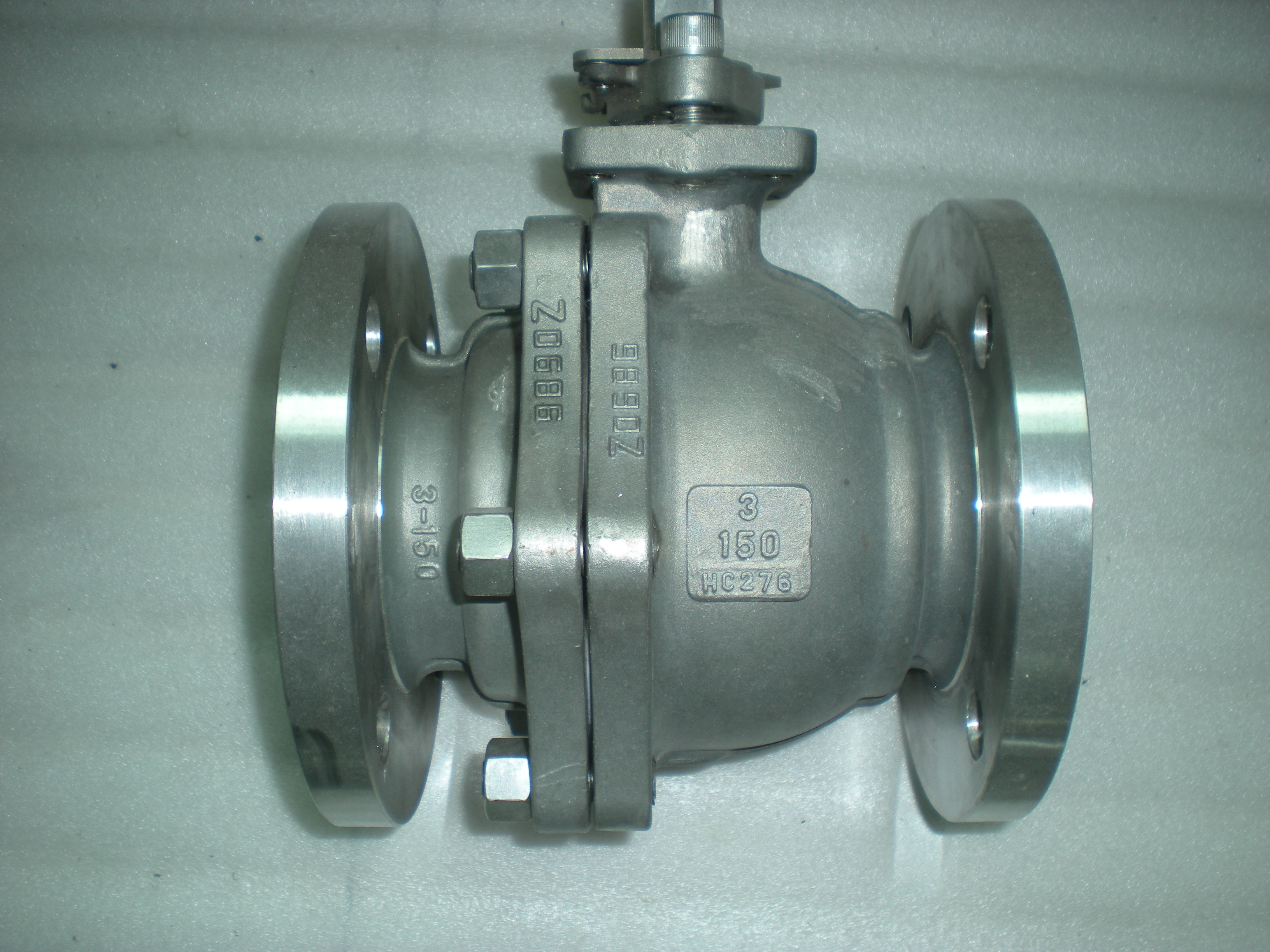
Кульовий(сферичний) кран
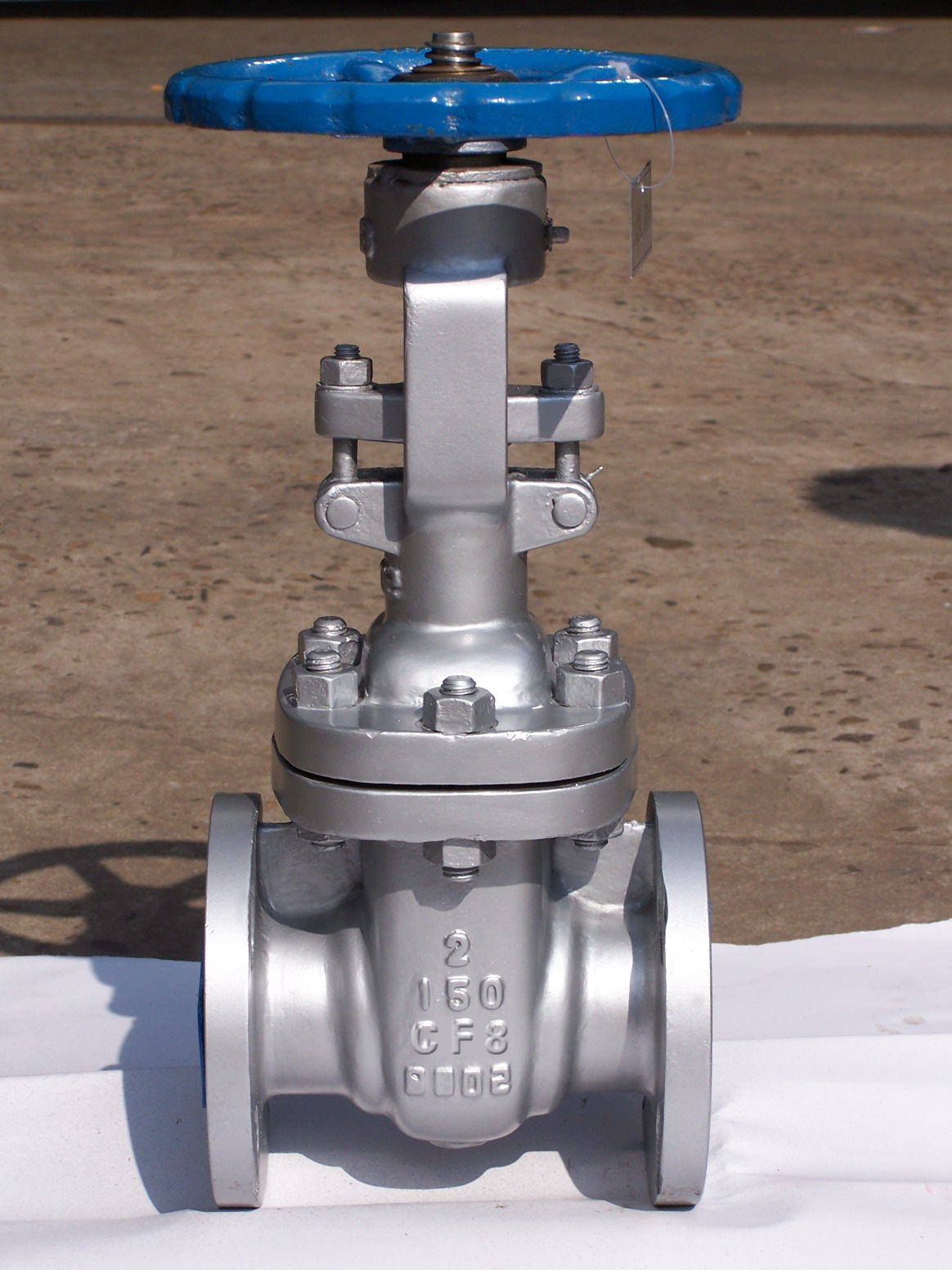
Неіржавний запірний кран
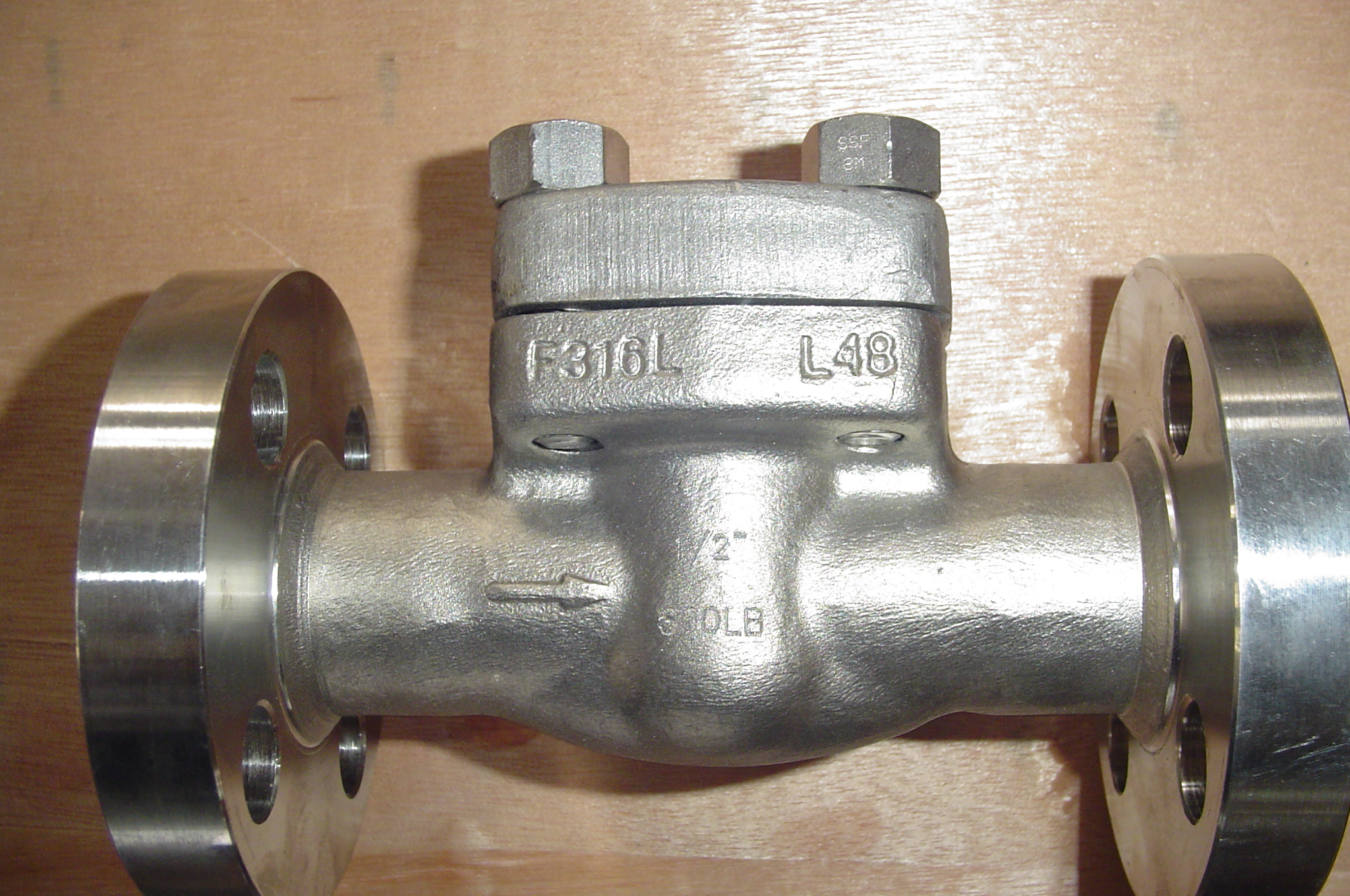
Неіржавний запірний кран
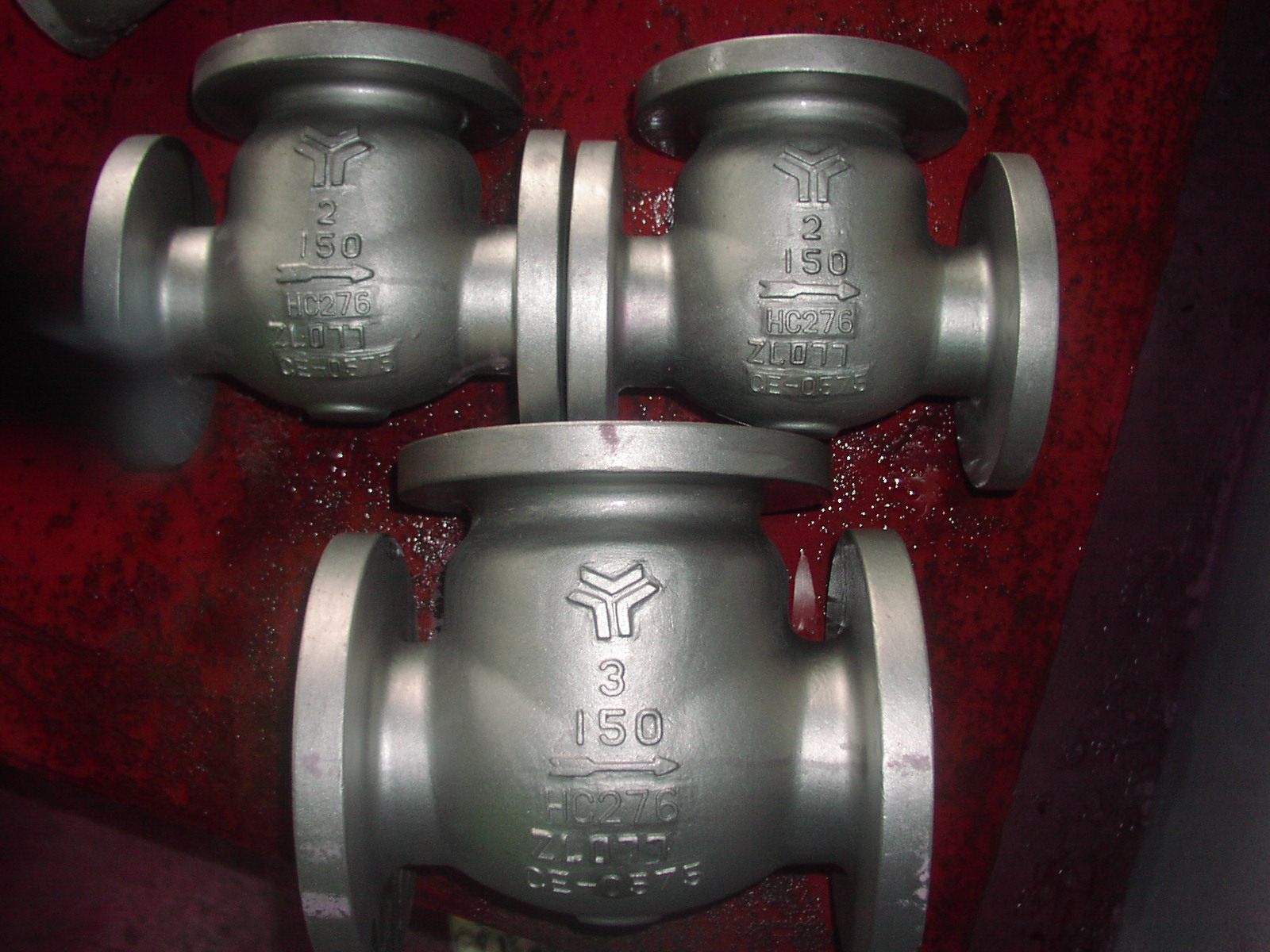
Зворотні клапани
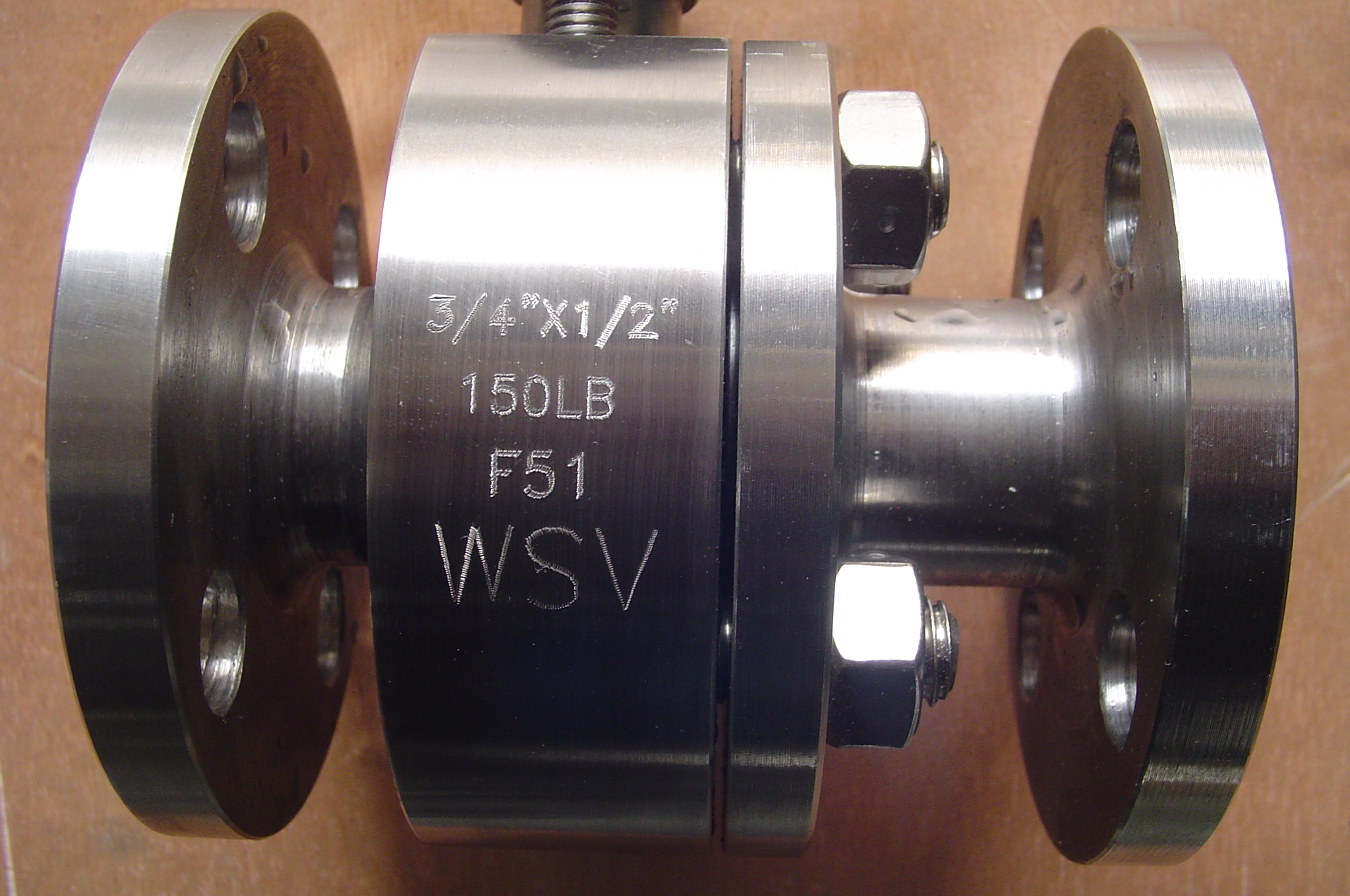
Кульовий (сферичний) кран
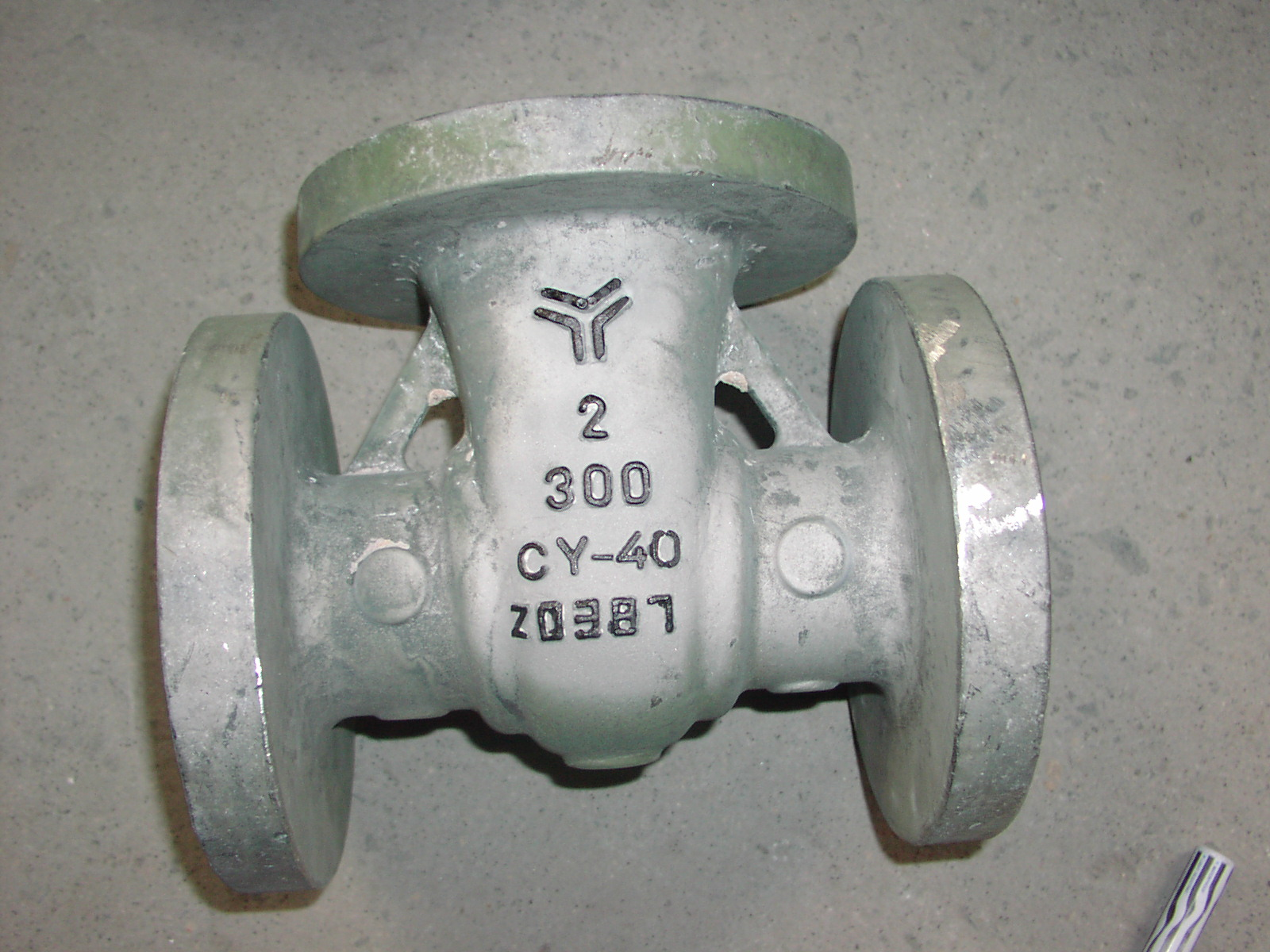
Запірний кран
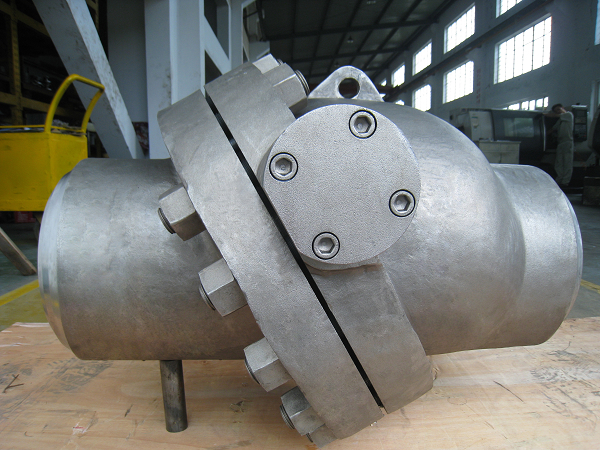
Зворотний клапан
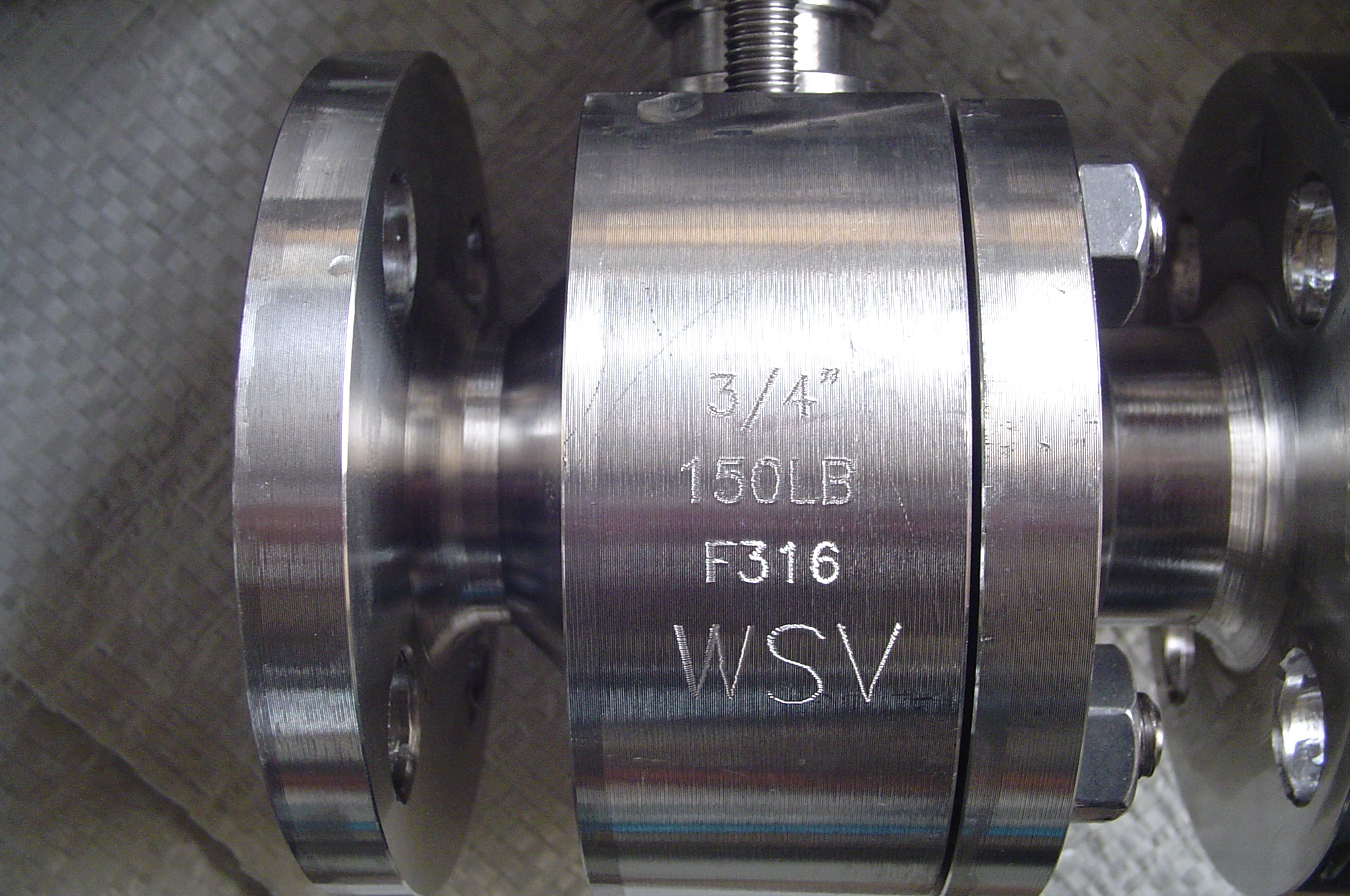
Кульовий (сферичний) кран з неіржавної сталі
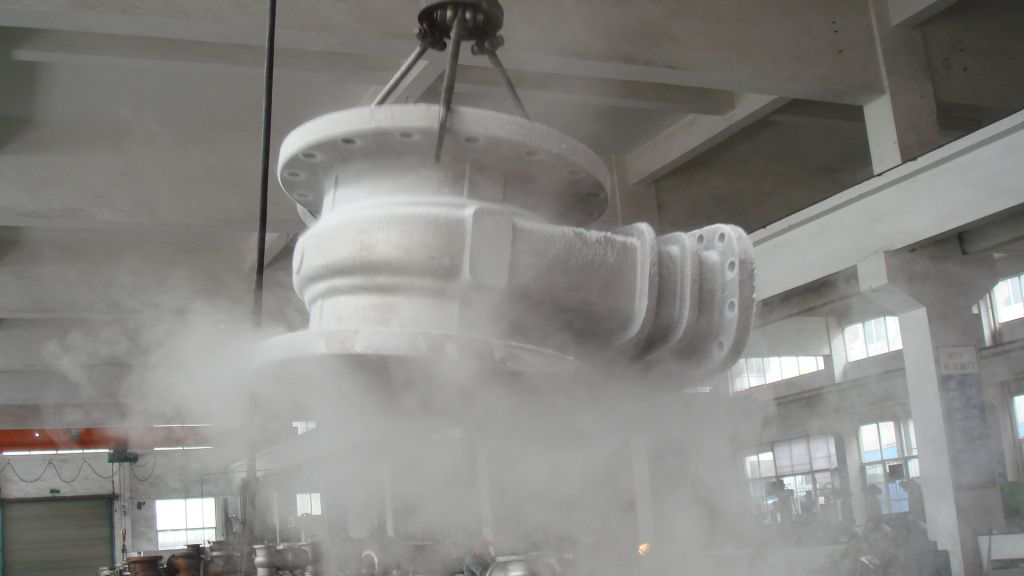
Запірний кран 254 SMO для кріогенних температур
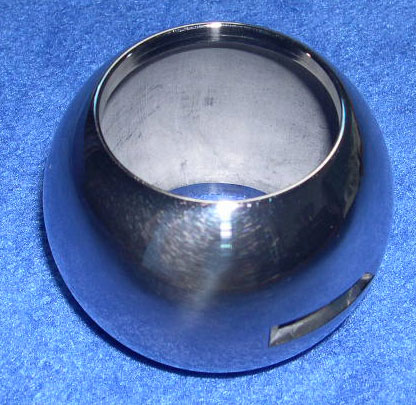
Запірний елемент титанового кульового (сферичного) крана
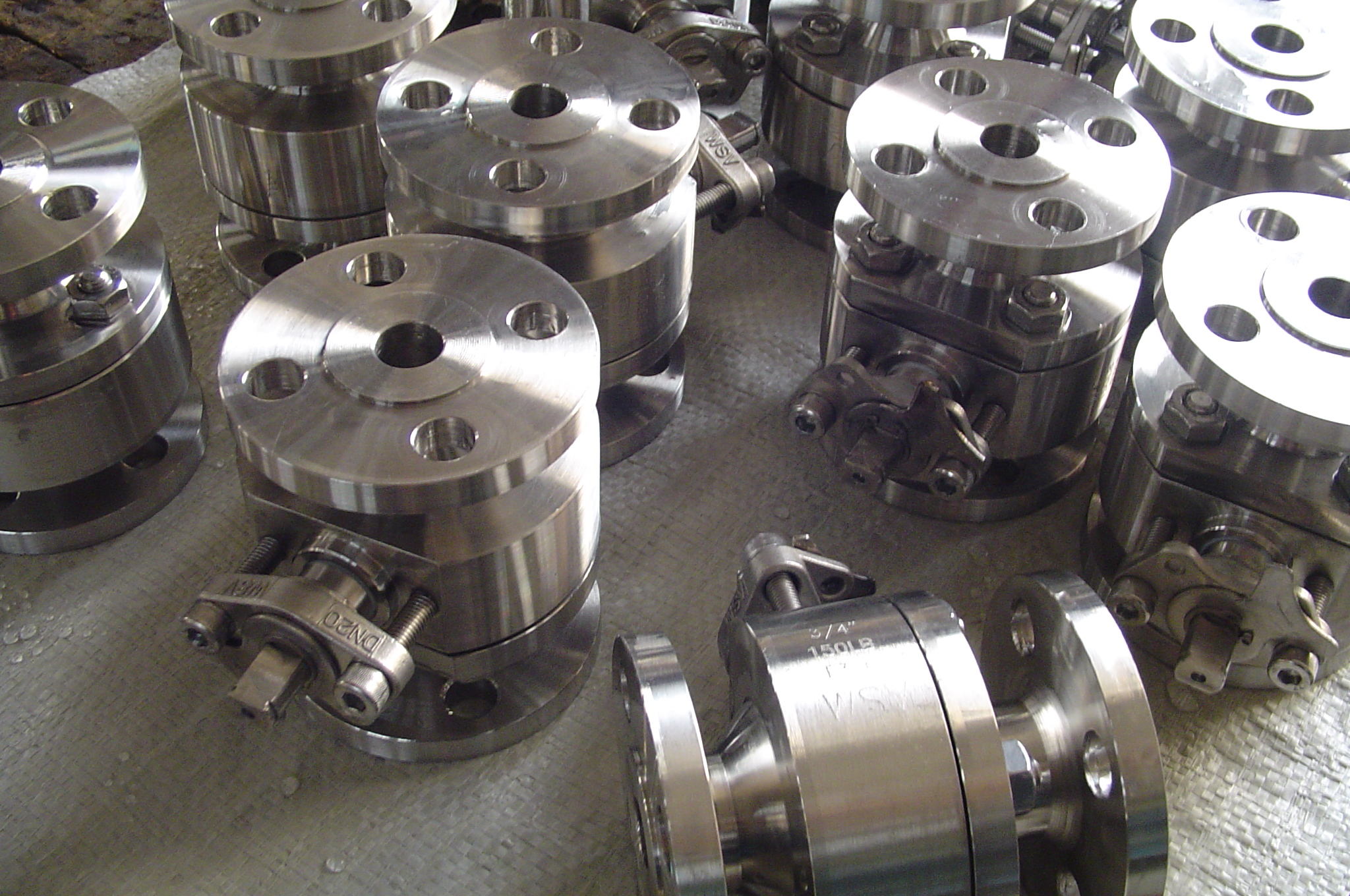
Кульові (сферичні) крани двосторонньої дії